# Livgardet till häst

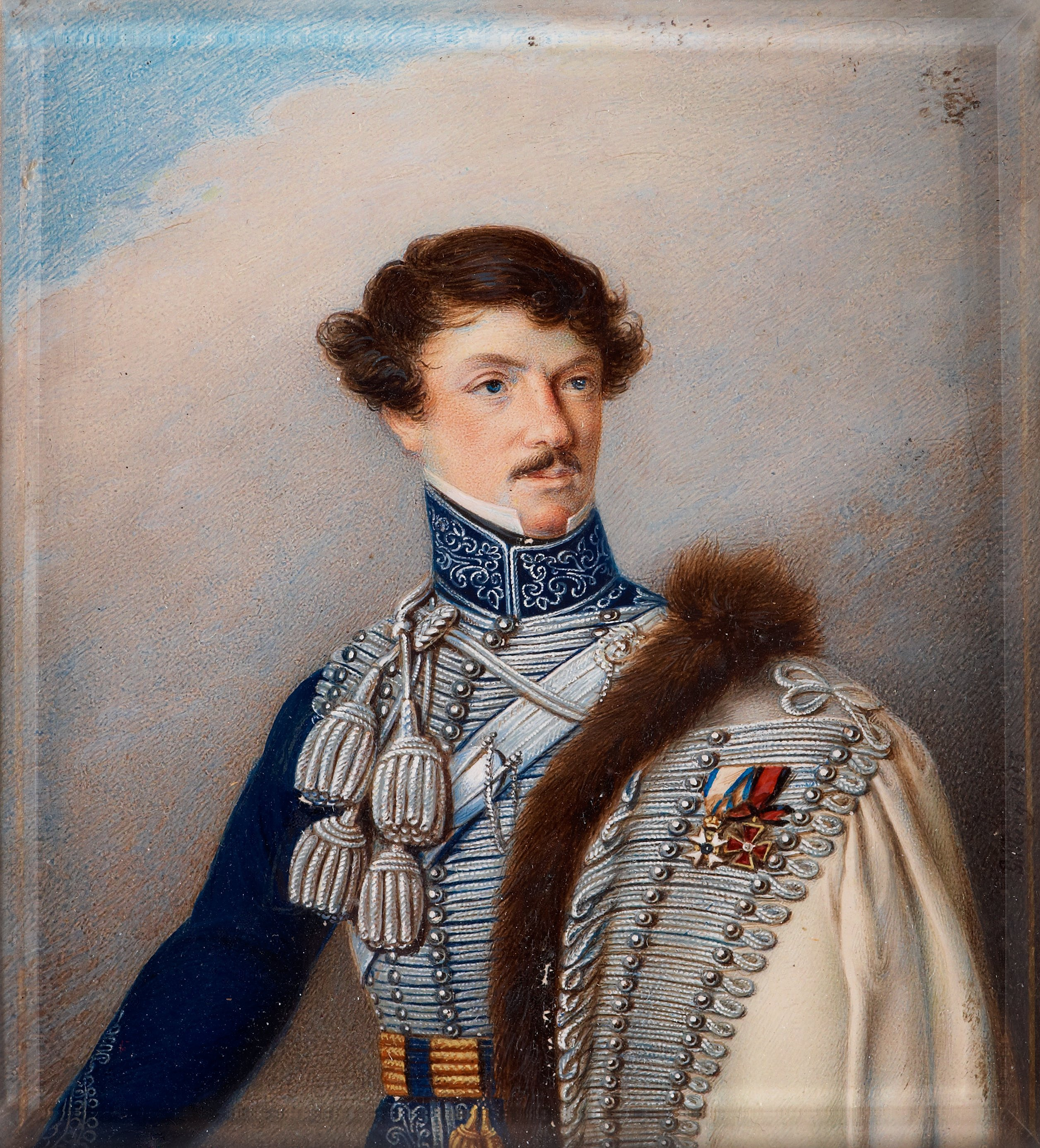
Jakob Wilhelm Sprengtporten i regementets uniform, på en målning från 1825 av Jacob Axel Gillberg.

Livgardet till häst (K 1) ursprungligen Finska lätta dragonkåren var ett kavalleriförband inom svenska armén som verkade i olika former åren 1770–1927. Förbandsledningen var förlagd i Stockholms garnison i Stockholm, och var en del av Kungl. Maj:ts Liv- och Hustrupper.

## Historia
Livgardet till häst bildades den 20 februari 1770 av Jacob Magnus Sprengtporten under namnet Finska lätta dragonkåren. Förbandet sattes upp som en värvad dragonkår i Nylands län i Finland som en förstärkning av gränsbevakningen längs Kymmene älv.
Förbandet kom till en början att bestå av tre kompanier om vardera 50 man. Kåren hade sin huvudförläggning i Borgå, och dess förste chef var dåvarande chefen för Nylands dragoner, överste Jacob Magnus Sprengtporten.
Sprengtporten var en av initiativtagarna till Gustav III:s statsvälvning 1772, och han lyckades säkra Finland genom att ta kontrollen över Sveaborg. Därefter ordnade han så att styrkor ur förbandet överskeppades till Stockholm, för att där kunna bistå kungen. Totalt rörde det sig om 1 000 man, bland annat tre avsuttna kompanier ur dragonkåren. På grund av dåligt väder hann inte styrkan fram i tid, utan man anlände till Stockholm efter att kuppen redan blivit en framgång. Men att få styrkan på plats innebar givetvis ändå en betydande förstärkning av kungens ställning i efterdyningarna av statskuppen. Sprengtporten befordrades av Gustav III till generallöjtnant för sina insatser och lojalitet, samt förlänade Finska lätta dragonkåren rang och värdighet av kungligt garde under namnet Lätta dragonkåren av Konungens liv- och hustrupper, eller i dagligt tal Lätta dragonerna av livgardet. 
Regementets stab samt ett kompani och 100 hästar överfördes därefter till Stockholm. Man kompletterade dessutom regementet genom nyrekrytering av ett kompani och 50 hästar i Stockholm. Förbandet kom med det att utökas med två skvadroner och förlades dels till Stockholm, och dels till Borgå. 
År 1777 fördes två av de tre skvadronerna i Finland över till Sverige medan det tredje införlivades tills vidare i den Karelska dragonkåren och benämns ibland Kymmenegårds skvadron. Av de fyra skvadronerna i Sverige lades två i garnison i Enköping, en i Sigtuna och en i Södertälje.
År 1793 utökades skvadronernas antal till sex, och med det antog förbandet namnet Livhusarregementet. Fyra år senare, 1797, antog regementet namnet Lätta livdragonregementet. Vid denna tidpunkt blev även Konungen regementschef. 
Den 9 juni 1806 ändrades namnet ännu en gång till, då Livgardet till häst. Åren 1803–1815 som Napoleonkrigen pågick, deltog regementet i de svenska fälttågen i Tyskland med utmärkelse. Vid slaget vid Oravais i Finland 1809 arbetade regementet som beridna jägare tillsammans med Nylands Dragoner, en stridsteknisk specialitet på modet vid den tiden. Ryttarna placerades till häst i glesa linjer i fiendens närhet med uppgift att skjuta från hästryggen och vika undan något hundratal meter för att skjuta på nytt alternativt förfölja fienden på samma sätt. Jägarstrid till häst kräver mycket skickliga ryttare.
Den rangordning som hade fastställts i 1634 års regeringsform började halta och skapa luckor efter freden i Fredrikshamn den 17 september 1809, då Finland tillföll Ryssland och de svenska regementen i Finland upplöstes. Därmed fanns det ett behov med att skapa ett nytt system. Under kronprins Karl Johans tid infördes 1816 ett nytt numreringssystem, där de svenska regementena genom en generalorder den 26 mars 1816 tillfördes ett officiellt ordningsnummer, till exempel № 1 Livgardet till häst. Till grund för numreringen låg inte bara ett regementes status, utan också de svenska landskapens inbördes ordning, samt att Svealand, Götaland och Norrland skulle varvas. De lägsta ordningsnumren tilldelades "liv- och hus- trupperna". Dessa nummer hade dock ingenting med rangordningen att göra, vilket bland annat framgår av gamla förteckningar där infanteri- och kavalleriförband är blandade just med hänsyn till rang och värdighet.
År 1897 överfördes en skvadron från Kronprinsens husarregemente till regementet. Regementet bestod vid denna tid av fem ryttarskvadroner och en regementsstab. Livgardet till häst tillhörde IV. arméfördelningen som dess fördelningskavalleriregemente. Livgardet till häst tillhörde samtidigt den värvade armén och var ständigt tjänstgörande. Regementet finansierades genom kontant skatteuppbörd, till skillnad från de indelta som till huvuddelen finansierades genom natura skatter. 
I samband med 1914 års härordning justerades 1914 samtliga ordningsnummer inom armén. För till exempel Livgardet till häst innebar det att regementet blev tilldelad beteckningen K 1. Justeringen av beteckningen gjordes för att särskilja regementen och kårer mellan truppslagen. Det med bakgrund till att namn och nummer som till exempel № 3 Livregementets grenadjärkår och № 3 Livregementets husarkår kunde förefalla egendomliga för den som inte kände till att förbanden ifråga tillhörde skilda truppslag.
Som ett resultat av försvarsbeslutet 1925 kom regementet att sammanslås 1928 med Livregementets dragoner (K 2) och kom att bilda Livregementet till häst (K 1). Vid sammanslagningen hölls en sista parad på Ladugårdsgärde i Stockholm. K 1 var klätt i blå paraduniform medan K 2 var klätt i grå fältuniform m/23. De bägge regementena förbimarscherade Hans Majestät Konungen i trav och galopp, varefter veteranregementena gjorde detsamma till fots. Efter paraden marscherade de förenade regementena med de förenade musikkårerna i täten till före detta Livgardet till hästs kasern vid Lidingövägen. Skvadronerna klövs så att halva bestod av personal och hästar från K 1 och halva från K 2. Överbliven personal och hästar överfördes till respektive regementes avvecklingsorganisationer som upphörde 1931 då avvecklingen var slutförd. Paraduniformen blev en blandning av Livgardet till hästs silversmidda uniform kompletterad med Livregementets dragoners lagerkrans på hjälmen och dess tre krönta kronor på epåletterna. Nytt standar tilldelades strax av Hans Majestät Konungen.

## Verksamhet
Livgardet till häst hade i fredstid till uppgift att eskortera kungafamiljen och högre ämbetsmän vid dagliga transporter och resor. För detta ändamål hade regementet ständigt en officer och ett tjugotal livryttare och hästar förlagda i Oxenstiernska Gården vid Slottet, det så kallade Vaktstallet. Hovstallet låg vid denna tid på Helgeandsholmen. När en kunglig vagn körde fram så anslöt en styrka från regementet. Inget attentat förövades mot någon kunglig person i samband med resor. Periodvis var emellertid hotet mot de kungliga så stort att eskorten bar harnesk av stål. Då Hovstallet införde bilar i början av 1900-talet avtog denna eskortuppgift. År 1906 red regementet för första gången till högvaktstjänst på Stockholms slott. Regementet hade dock redan något år tidigare svarat för högvakten, men utan beriden vaktparad. Chef för regementets första beridna högvaktsparad var ryttmästare Boltenstern och ställföreträdare var löjtnant greve Gilbert Hamilton, biträdd av sergeant Gustafsson. För denna första vakt uttogs en korpral och sju man ur Livskvadronen samt uttogs en korpral och åtta man ur vardera 3.,4. och 5. skvadron på regementet samt musikkorpralen nr 43 Carlsson på Livskvadronen. Musikkåren ledde marschen till slottet. För att återföra hästarna hem beordrades sergeant Sjödin och fem man från vardera Liv. och 3. skvadronerna samt fyra man ur vardera 4. och 5. skvadronerna. Påföljande dag fördes hästarna åter upp till Slottet av sergeant Sjödin och hans mannar varefter K 1:s vakt satte upp och red hem. Det andra kavalleriregementet i Stockholm (K 2) tog ut korpralsskolan för sin första vakt.

## Förläggningar och övningsplatser
I samband med att regementet upphöjdes till regemente 1772, utökades det med två skvadroner och förlades dels till Stockholm, och dels till Borgå. År 1777 kom två de tre skvadronerna i Borgå att överföras till Stockholm. Av de fyra skvadronerna i Sverige förlades två skvadroner till Enköping, en skvadron till Sigtuna och en skvadron till Södertälje.
Livgardet till häst var det första regementet i Stockholm som kasernerades. Regementet har varit kasernerade i Koppartälten i Hagaparken. År 1772 kasernerades regementet till den byggnad som rymmer det före detta Garnisonssjukhuset vid Hantverkargatan 45, 
Den 7 april 1811 förlades regementet till ett nyuppfört kasernområde vid Storgatan 35-49 (Kvarteret Krubban) på Östermalm. Regementet blev därmed det första i Sverige som förlades till ett kaserner. Den 25 september 1897 flyttade regementet till ett nyuppfört kasernområde (Livgardets Kavallerikasern) på Lidingövägen,  som då hette Sturevägen, ritade av arkitekten Erik Josephson.

## Förbandschefer
Sekund- och regementschefer verksamma vid regementet åren 1770–1927. Sekundchef var en titel som införde 1797, då konungen tillträdde som regementschef. Titeln sekundchef användes vid de regementen som ingick i Kungl. Maj:ts Liv- och Hustrupper.

### Regementeschefer
- 1772–1774: Jakob Magnus Sprengtporten
- 1774–1775: Göran Magnus Sprengtporten
- 1775–1792: Evert Vilhelm Taube
- 1792–1796: Hans Henrik von Essen
- 1797–1806: Gustav IV Adolf
- 1806–1818: Karl XIII
- 1818–1844: Karl XIV Johan
- 1844–1859: Oscar I
- 1859–1872: Karl XV
- 1872–1907: Oscar II
- 1907–1927: Gustaf V

### Sekundchefer
- 1797–1809: Reinhold Uggla
- 1809–1815: Gustaf Carl Fredric Löwenhielm
- 1815–1822: Hertig av Södermanland
- 1822–1822: Axel Ehrenreich Gustaf Broberger
- 1822–1844: Magnus Brahe
- 1844–1847: Johan Carl Puke
- 1847–1856: Ludvig von Stedingk
- 1856–1864: Ulrik Fabian Sandels
- 1864–1872: Carl Magnus Ludvig Björnstjerna
- 1872–1885: Erland von Plomgren
- 1885–1894: Axel August Gustaf von Rosen
- 1894–1898: H.K.H. Prins Carl, hertig av Västergötland
- 1898–1905: Hampus Mörner
- 1905–1910: Erik Oxenstierna af Korsholm och Wasa
- 1910–1913: ?
- 1913–1915: Bror Munck
- 1915–1922: Reinhold von Rosen
- 1922–1927: Carl Magnus von Essen

## Namn, beteckning och förläggningsort
| Kungl. Finska lätta dragonkåren      | 1770-02-20 | – | 1772-09-17 |
| Kungl. Lätta dragonerna av Livgardet | 1772-09-18 | – | 1793-03-24 |
| Kungl. Livhusarregementet            | 1793-03-25 | – | 1797-04-05 |
| Kungl. Lätta livdragonregementet     | 1797-04-06 | – | 1806-06-08 |
| Kungl. Livgardet till häst           | 1806-06-09 | – | 1927-12-31 |

| № 1 | 1816-03-26 | – | 1914-09-30 |
| K 1 | 1914-10-01 | – | 1927-12-31 |

| Borgå (F)               | 1770-02-20 | – | 1777-06-01 |
| Stockholms garnison (F) | 1772-09-18 | – | 1927-12-31 |
| Ladugårdsgärdet (Ö)     | 1772-09-18 | – | 1927-12-31 |
| Järva skjutfält (Ö)     | 1907-??-?? | – | 1927-12-31 |

## Galleri

Per Brahe i regementets uniform m/1756 på en målning från år 1770. Pastell av Gustaf Lundberg.
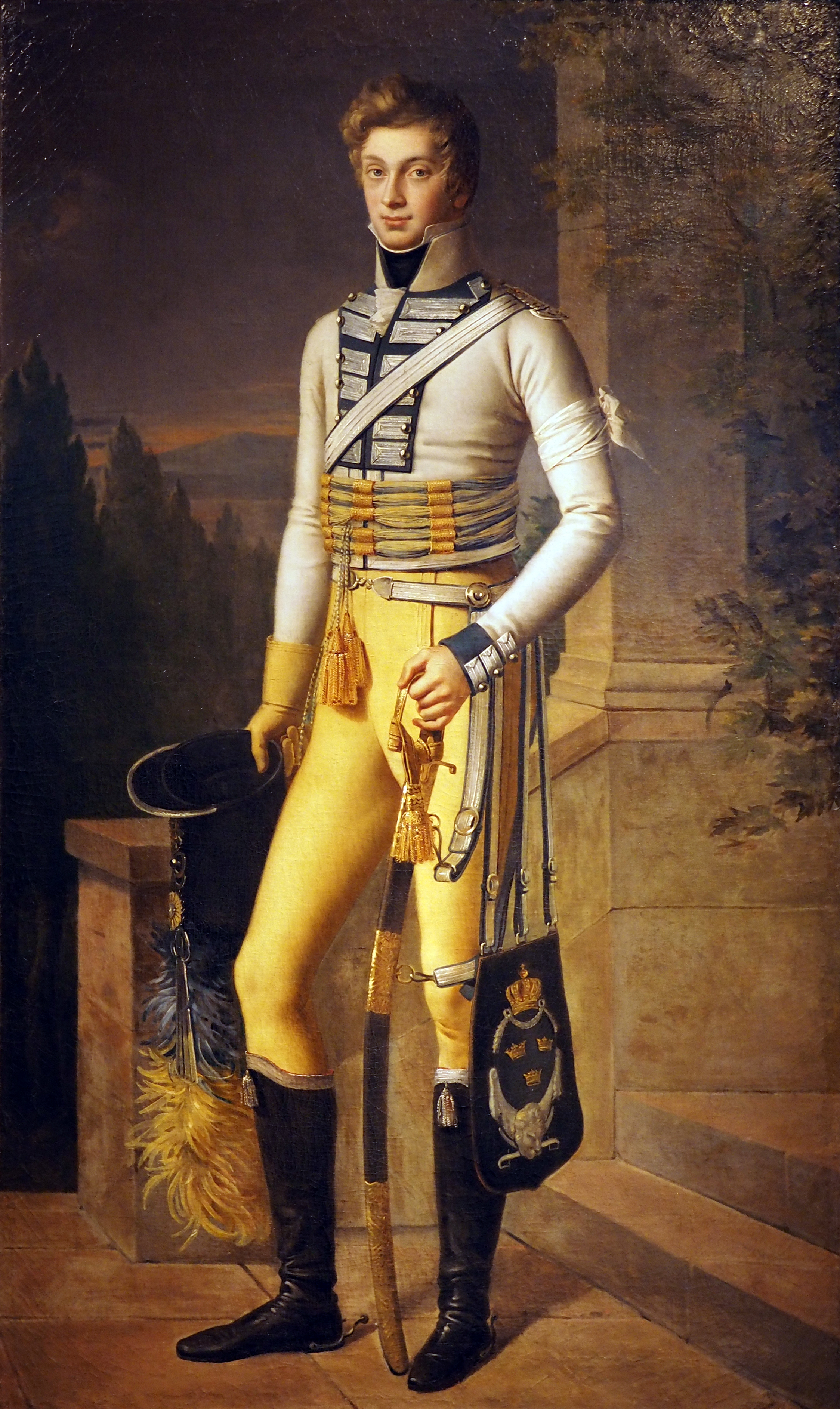
Målning av Wilhelm Putbus iklädd uniform m/1802 för en kornett vid regementet. Målning från ca 1802 av okänd.
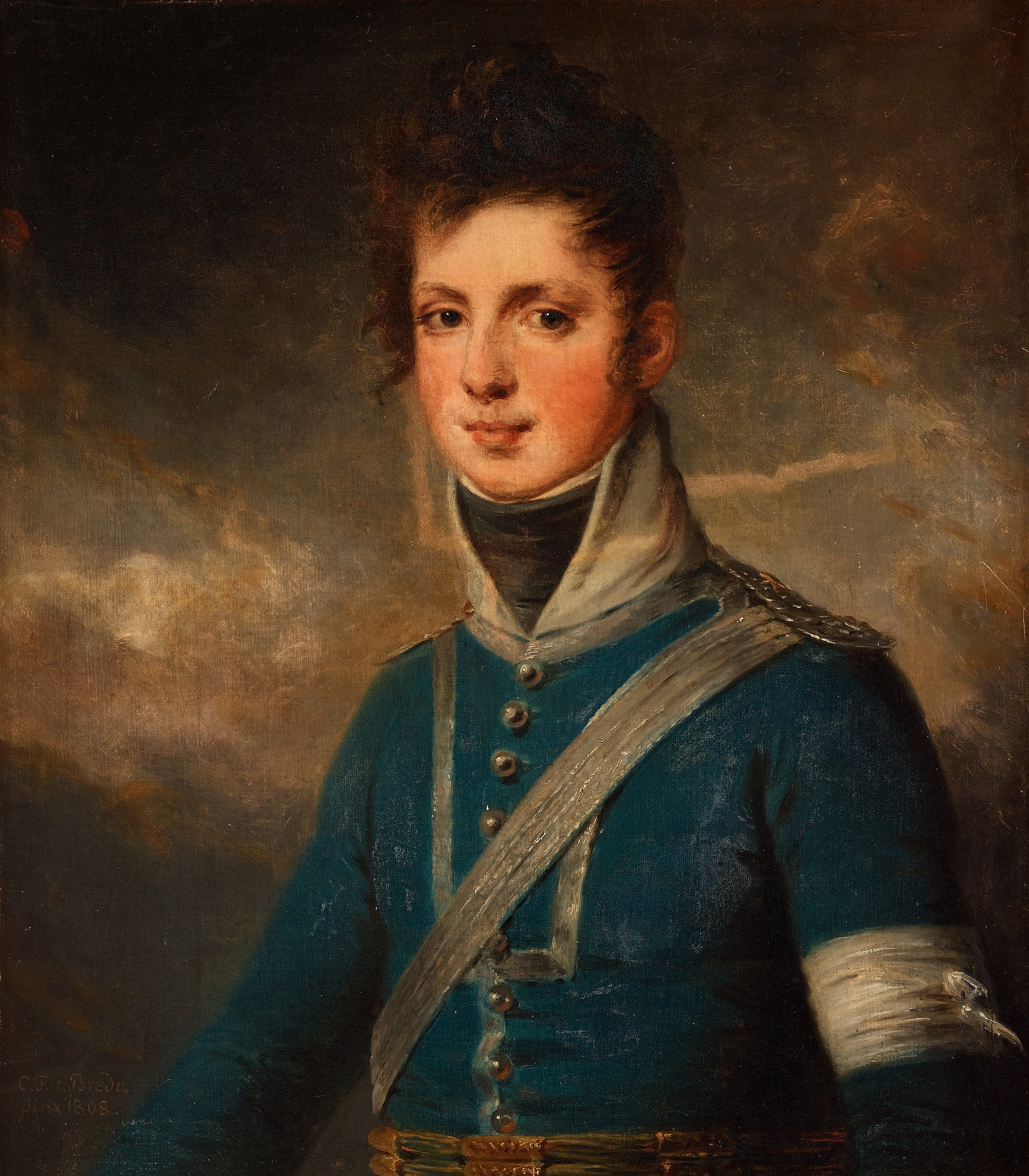
Carl Fredrik Reinhold von Essen i regementets uniform m/1806, som bars under det Finska kriget 1808-1809.
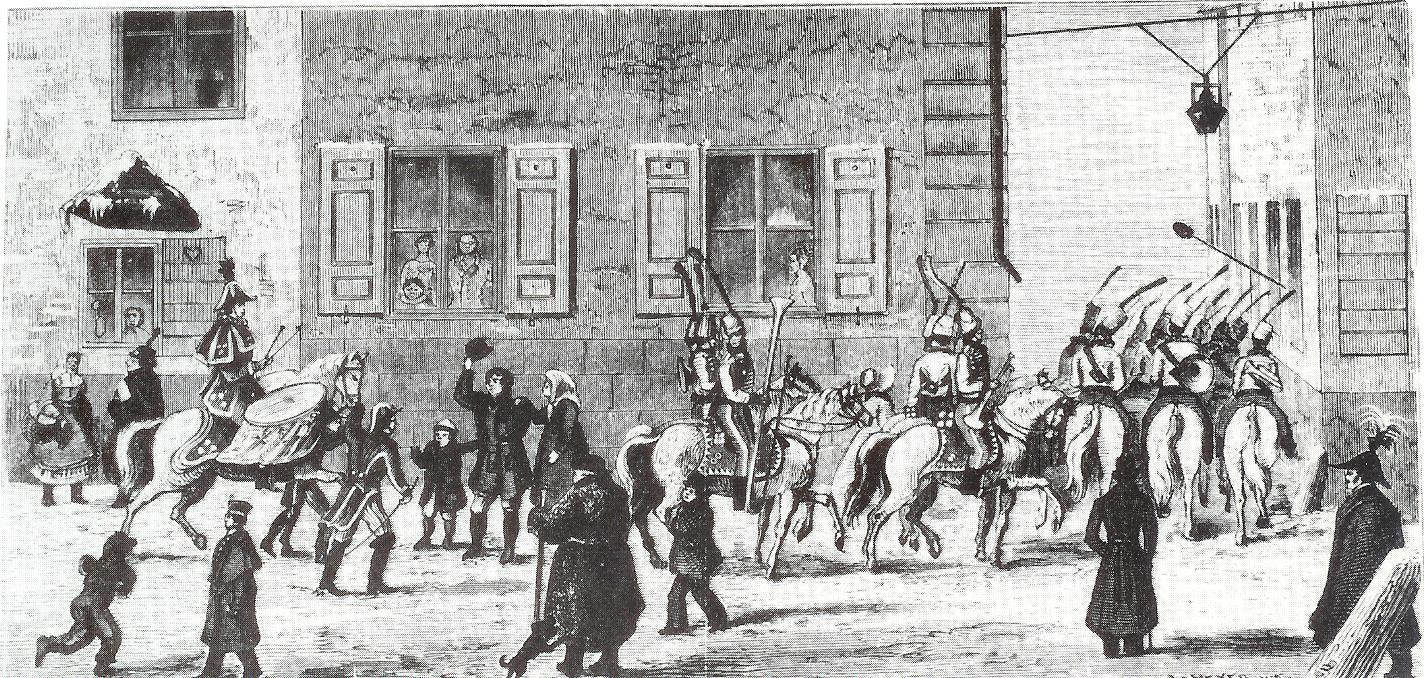
Livgardet till hästs musikkår ca 1820.
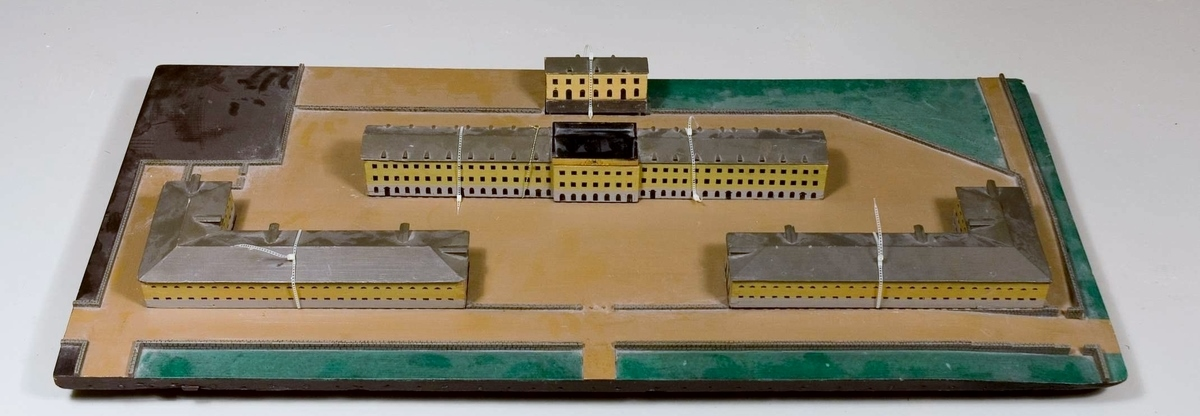
Regementets kasernområde, även känt som Kvarteret Krubban.
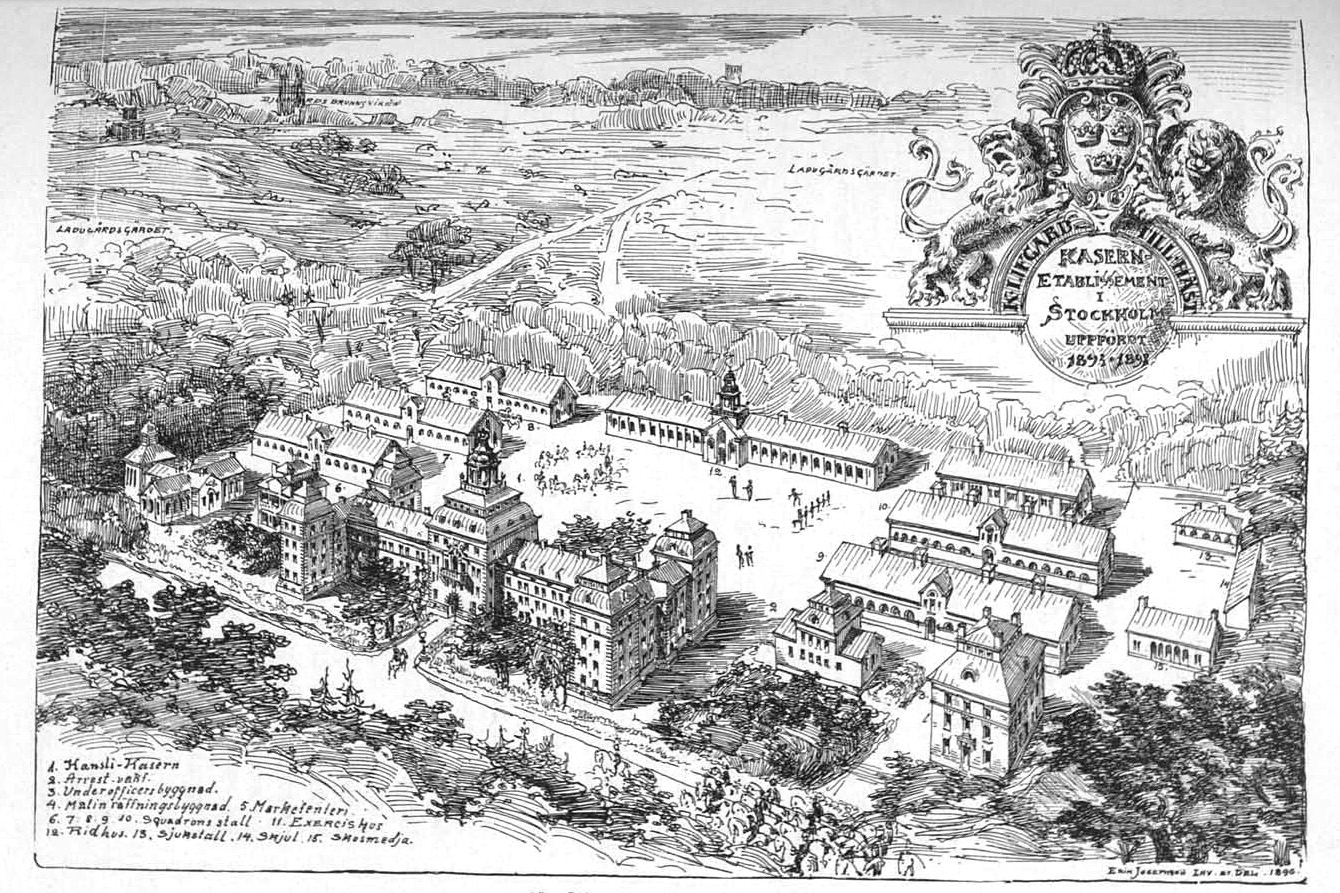
Livgardets kavallerikasern, perspektivskiss av arkitekt Erik Josephson.
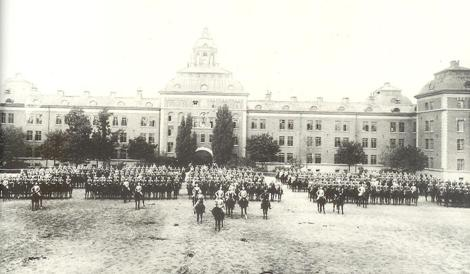
Kungliga Livgardet till häst uppställt framför kasernen vid Lidingövägen 1913. Främst står sekundchefen överste Bror Munck af Fulkila. Han var sekundchef för kavalleriet åren 1910-1915.
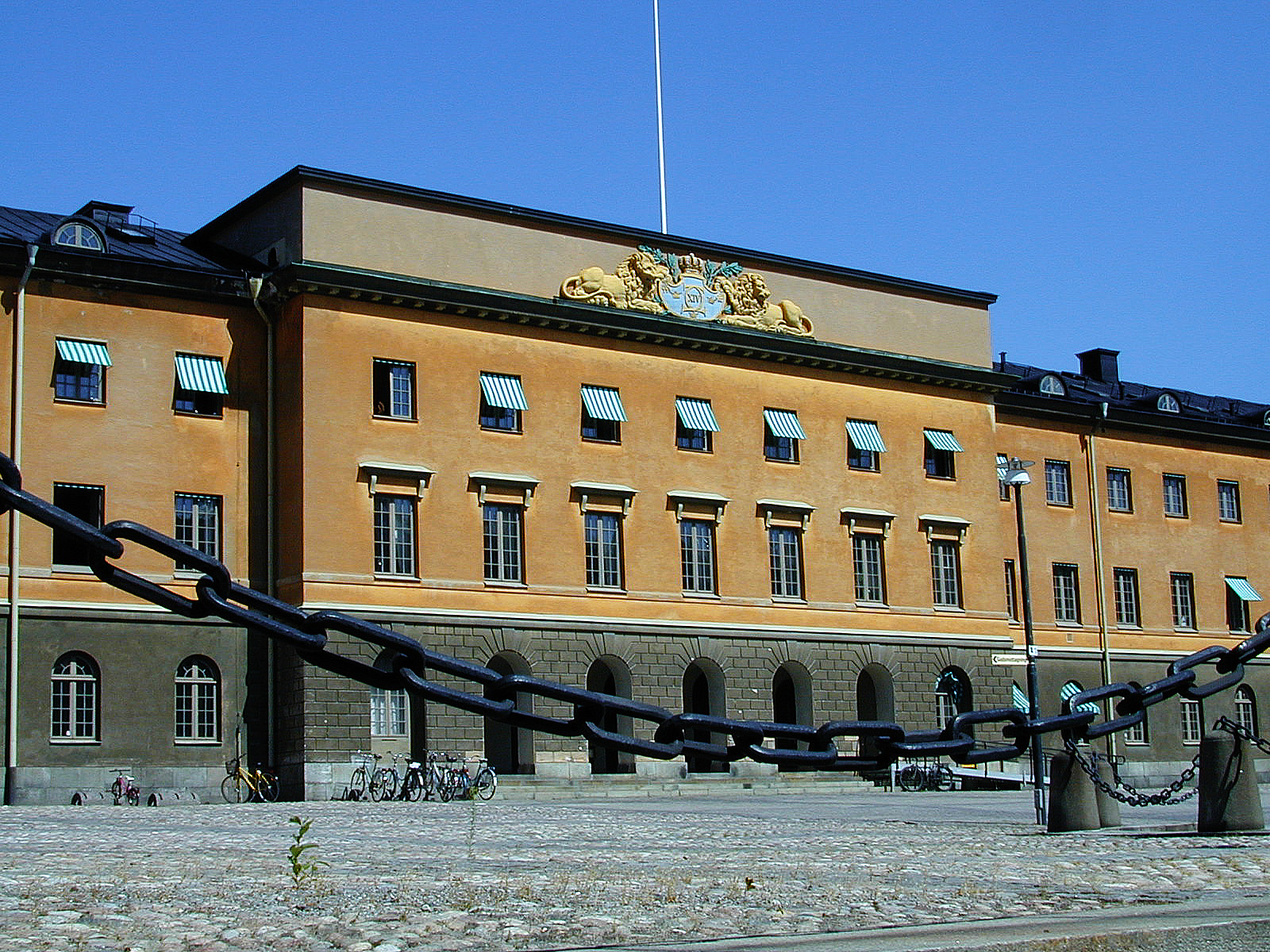
Gamla kanslihuset när regementet var förlagt till Storgatan där numera Riksantikvarieämbetet huserar.
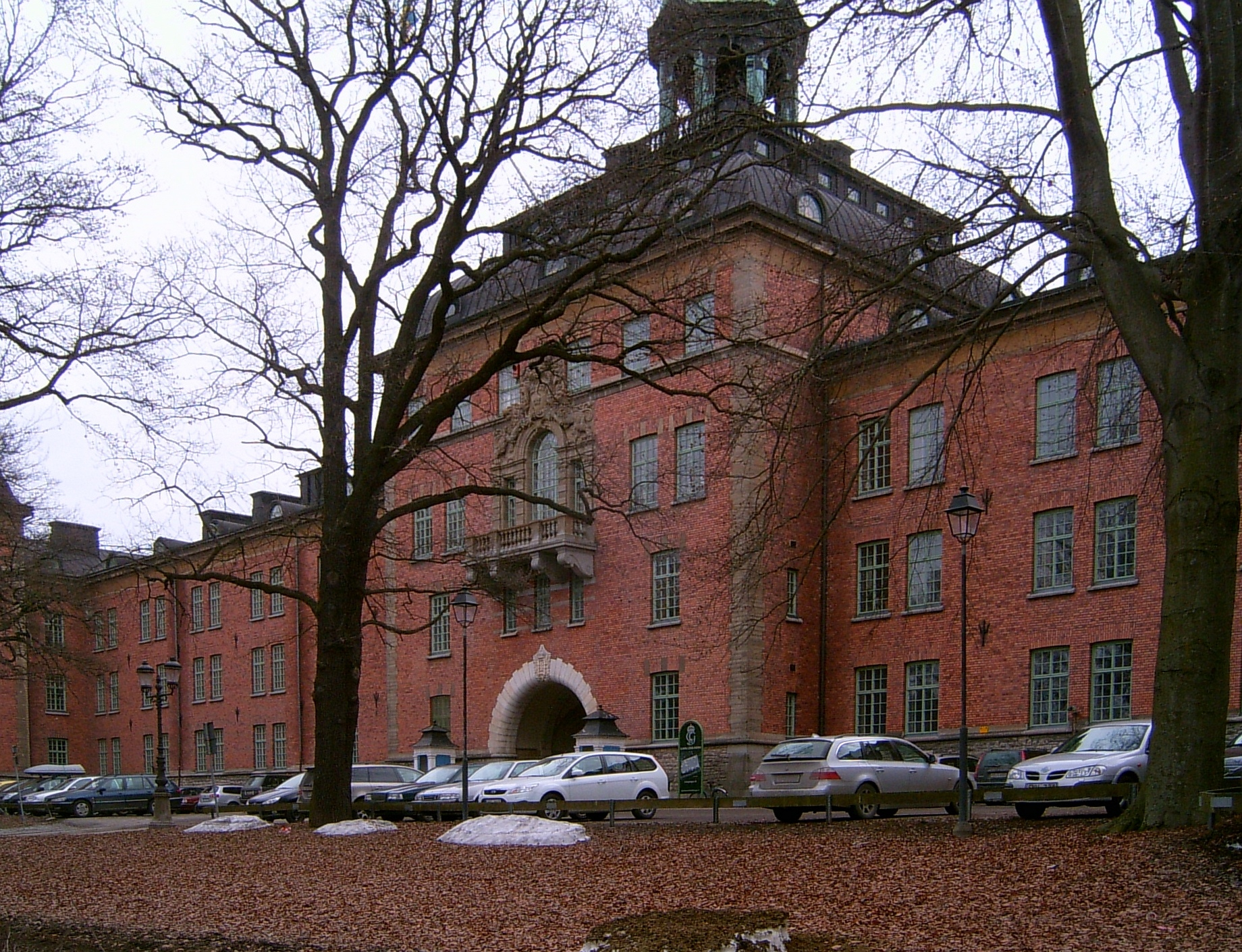
Kaserner vid Lidingövägen.
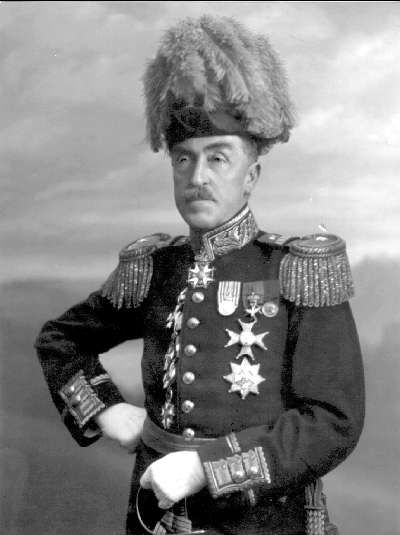
Överste Bror Oliver Claes Munck af Fulkila (1857-1935), inspektör för kavalleriet 1915-1917, foto från 1917 av fotograf Florman, Karlsborgs fästningsmuseum.
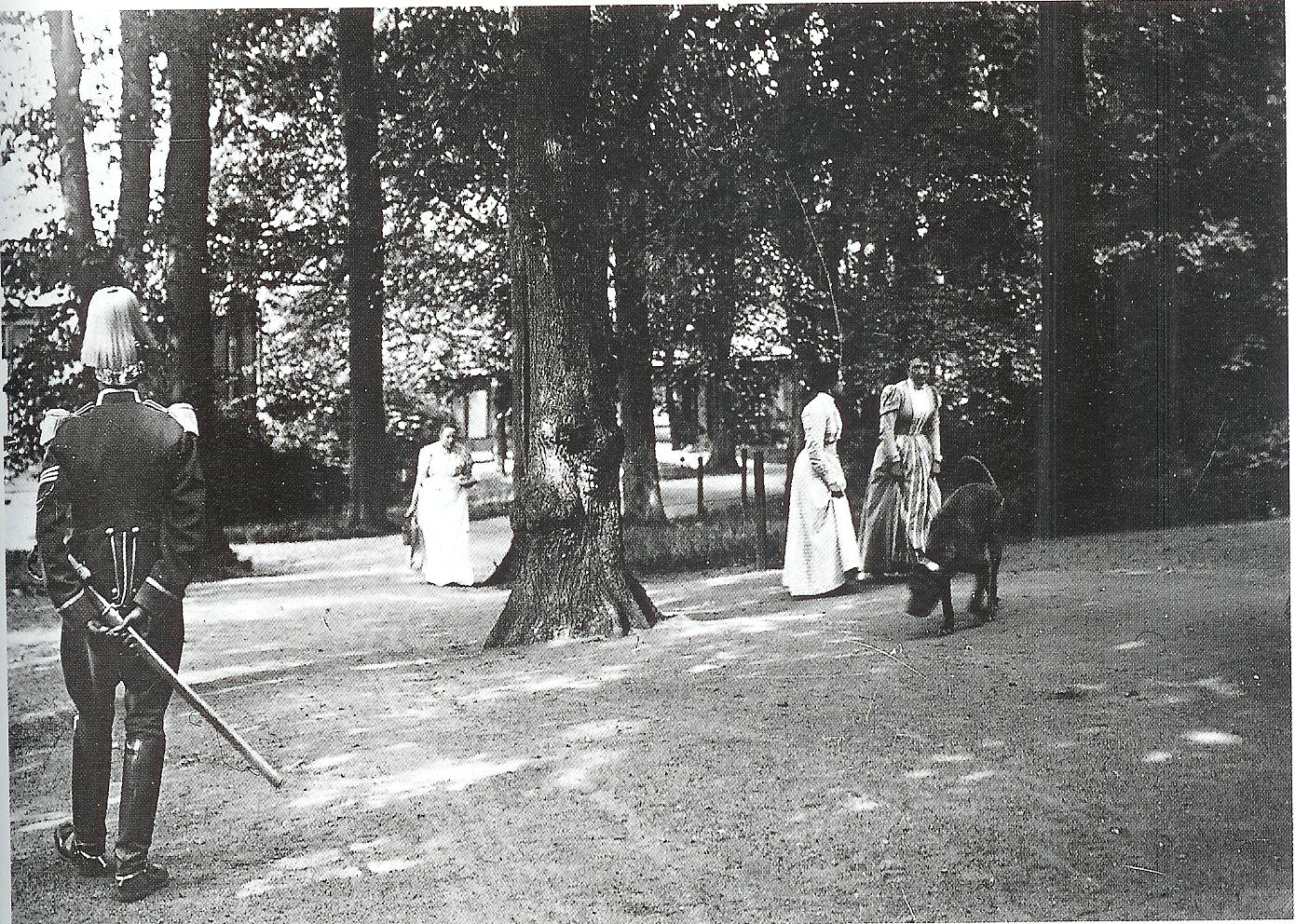
Vaktpost ur Livgardet till häst på Rosendals slott.
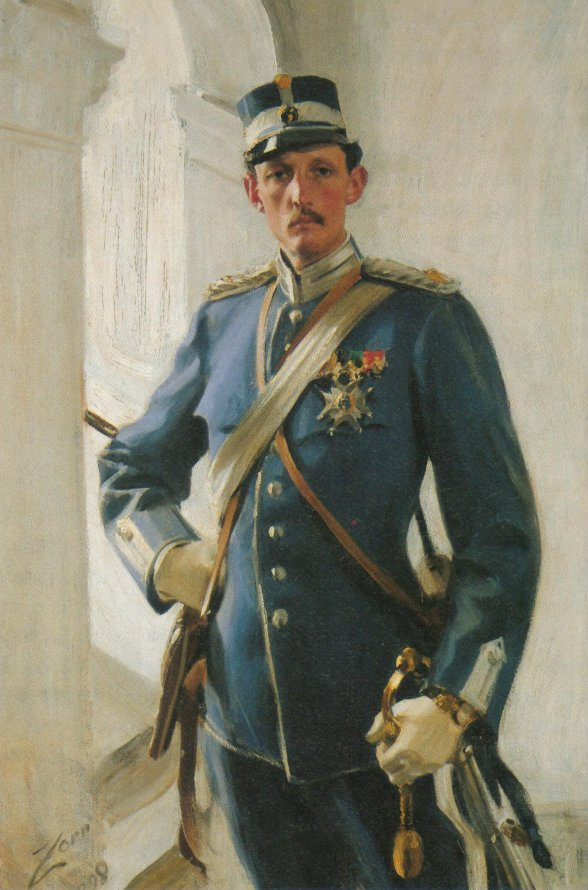
Blå Prinsen av Anders Zorn föreställande Prins Carl, sekundchef för Livgardet till häst åren 1894-1898.
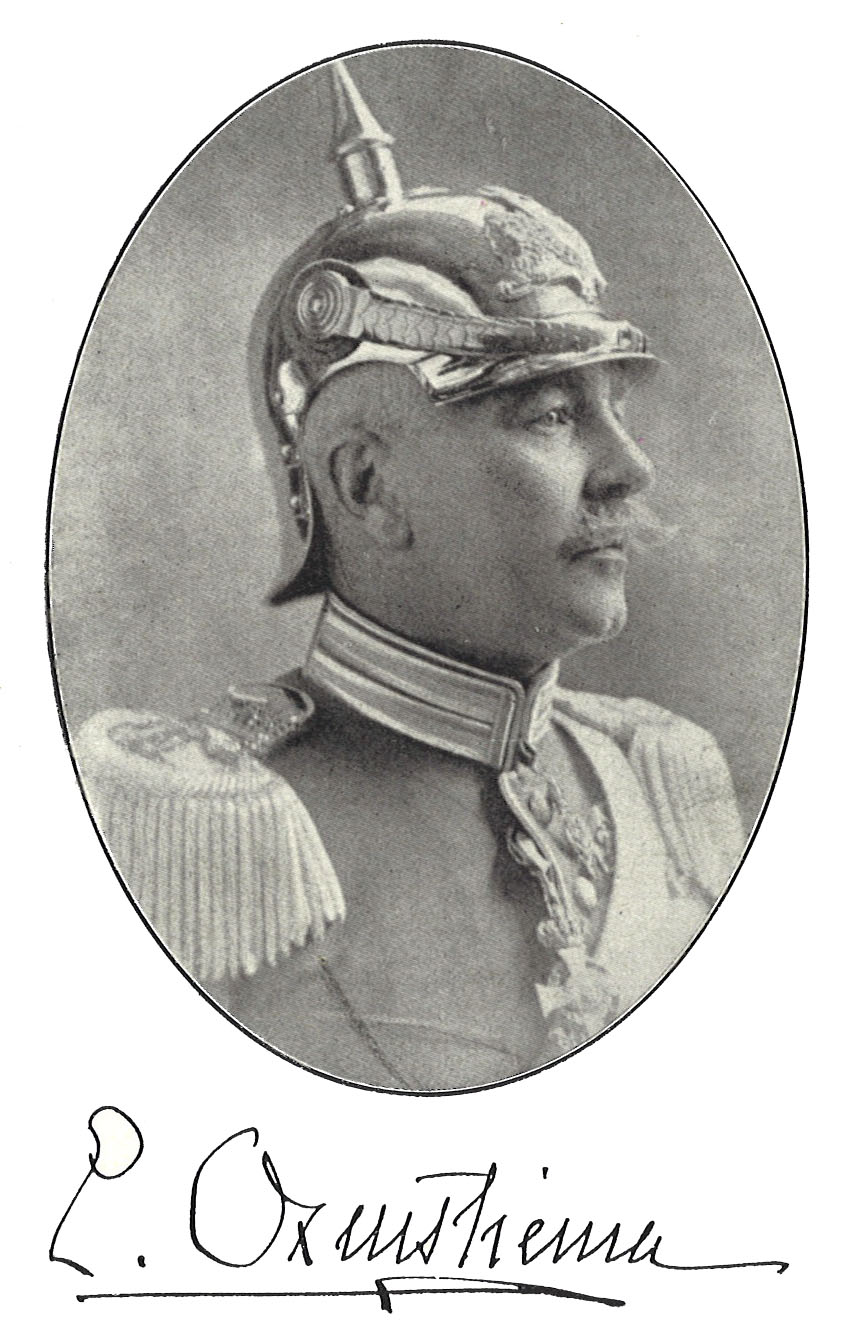
Erik Oxenstierna af Korsholm och Wasa, sekundchef 1905-1910.
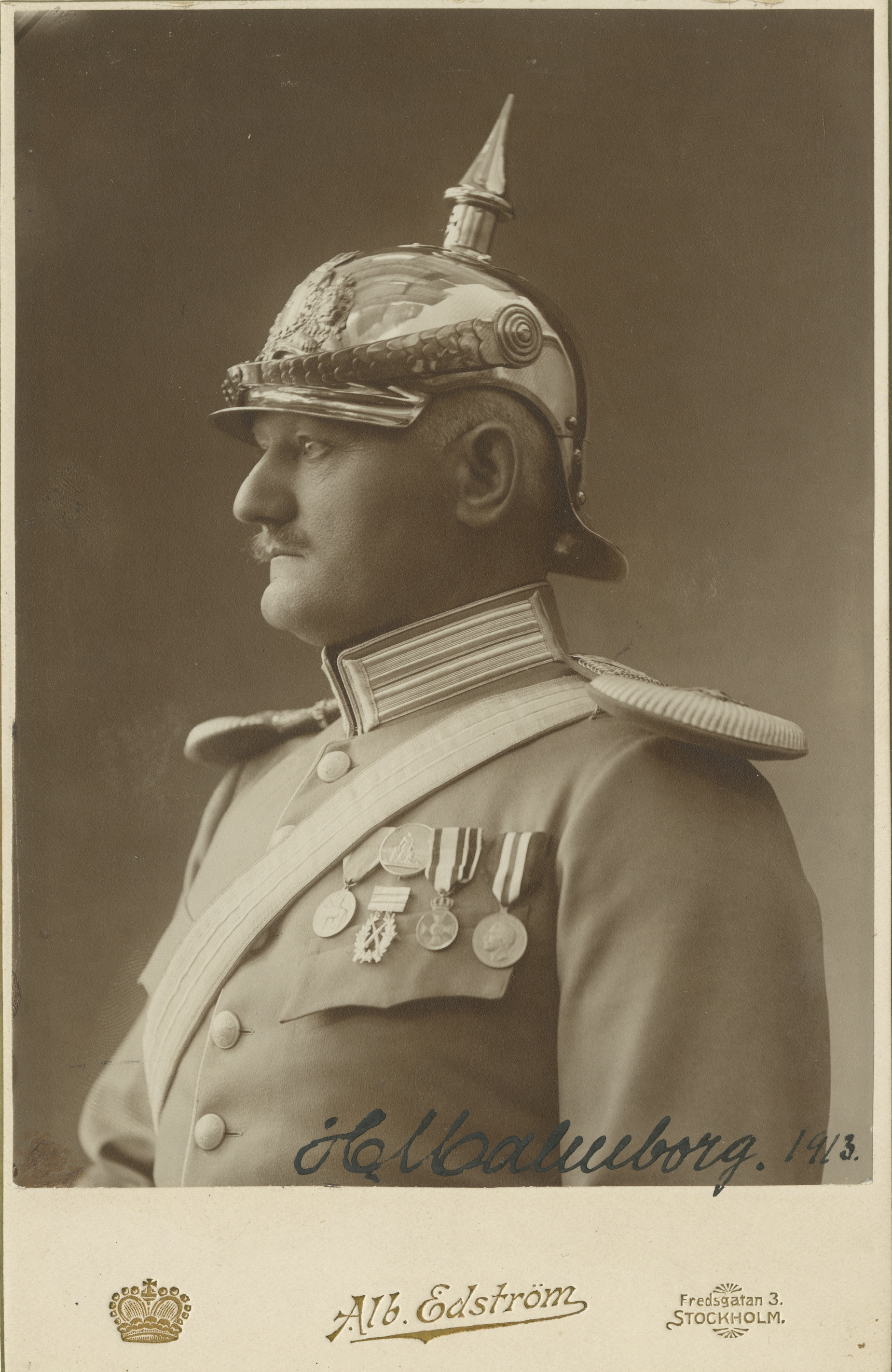
Överste Carl Axel Hallenborg (1865-1934), överstelöjtnant vid Livgardet till häst K 1, porträttfoto från 1913, Atelier Edström, Armémuseum.
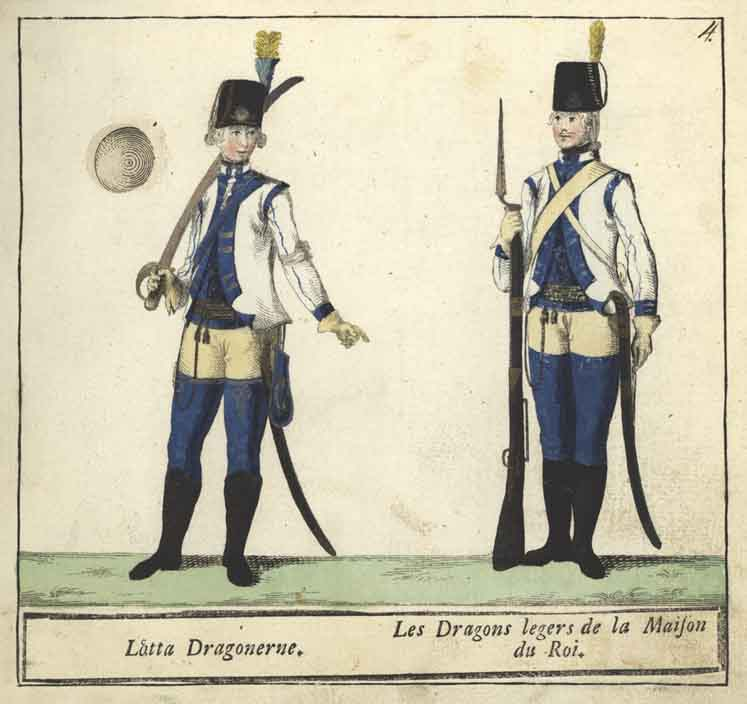
Uniform m/1779.
Uniform m/1792 på en bild från 1798.
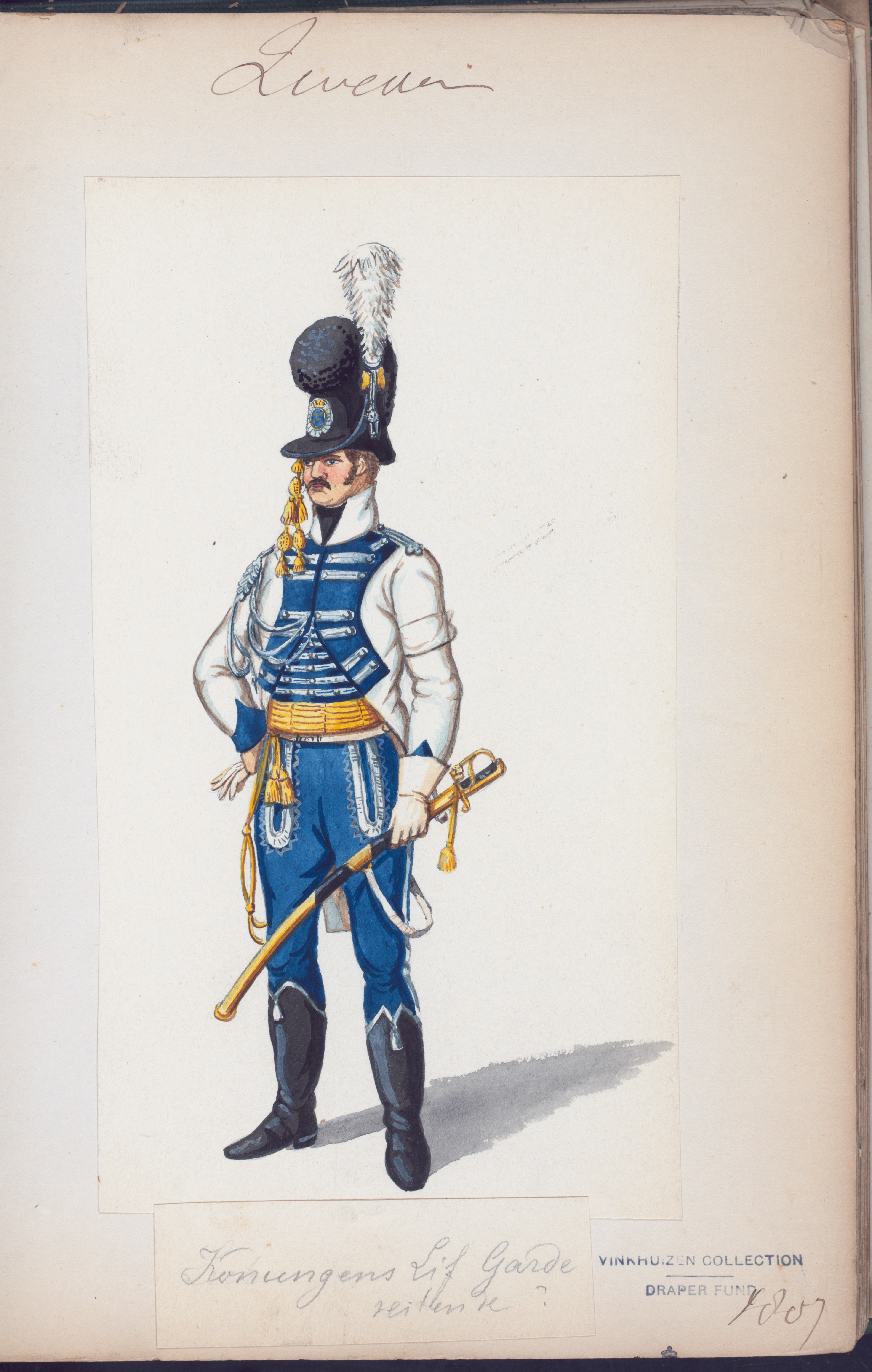
Uniform 1807
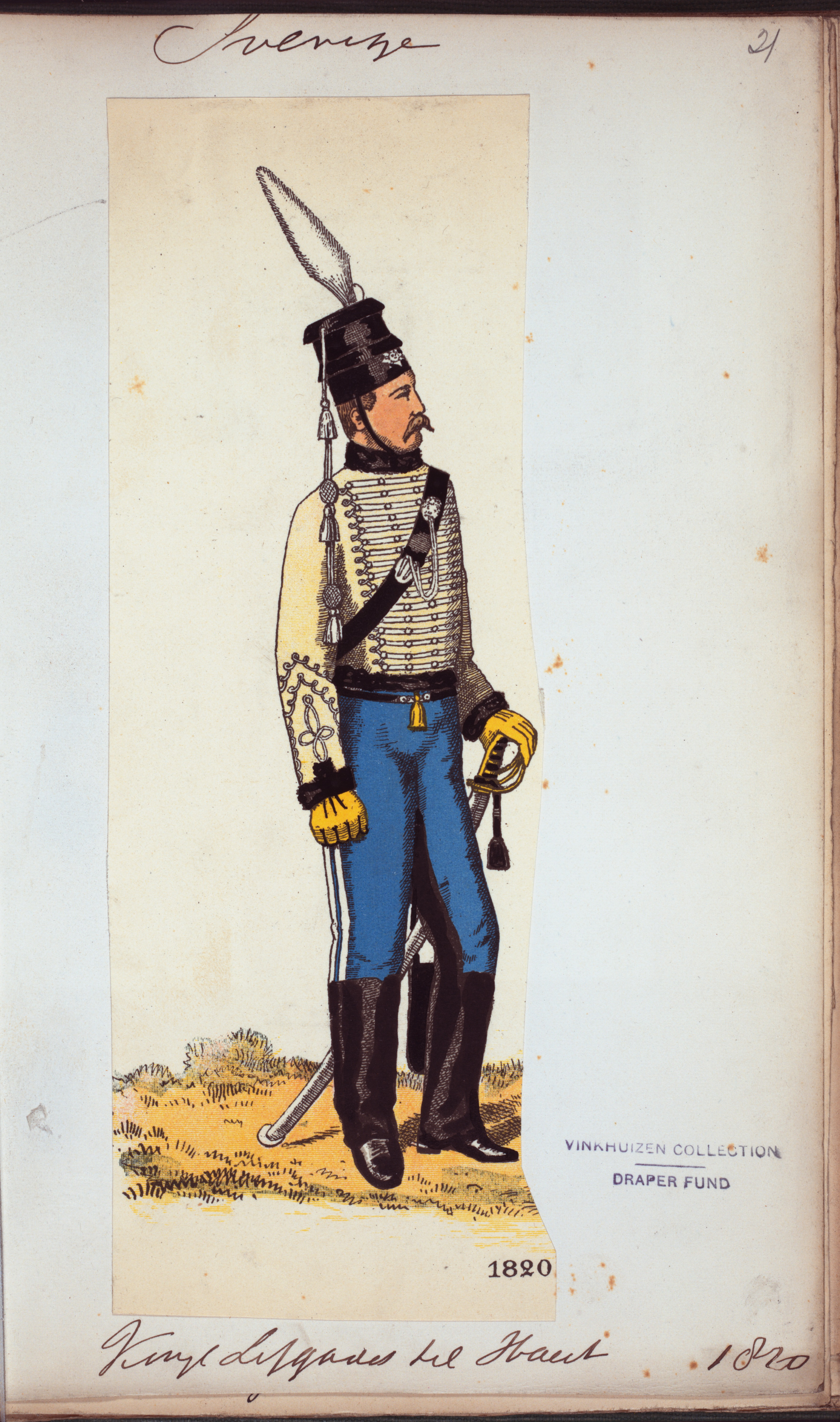
Uniform 1820
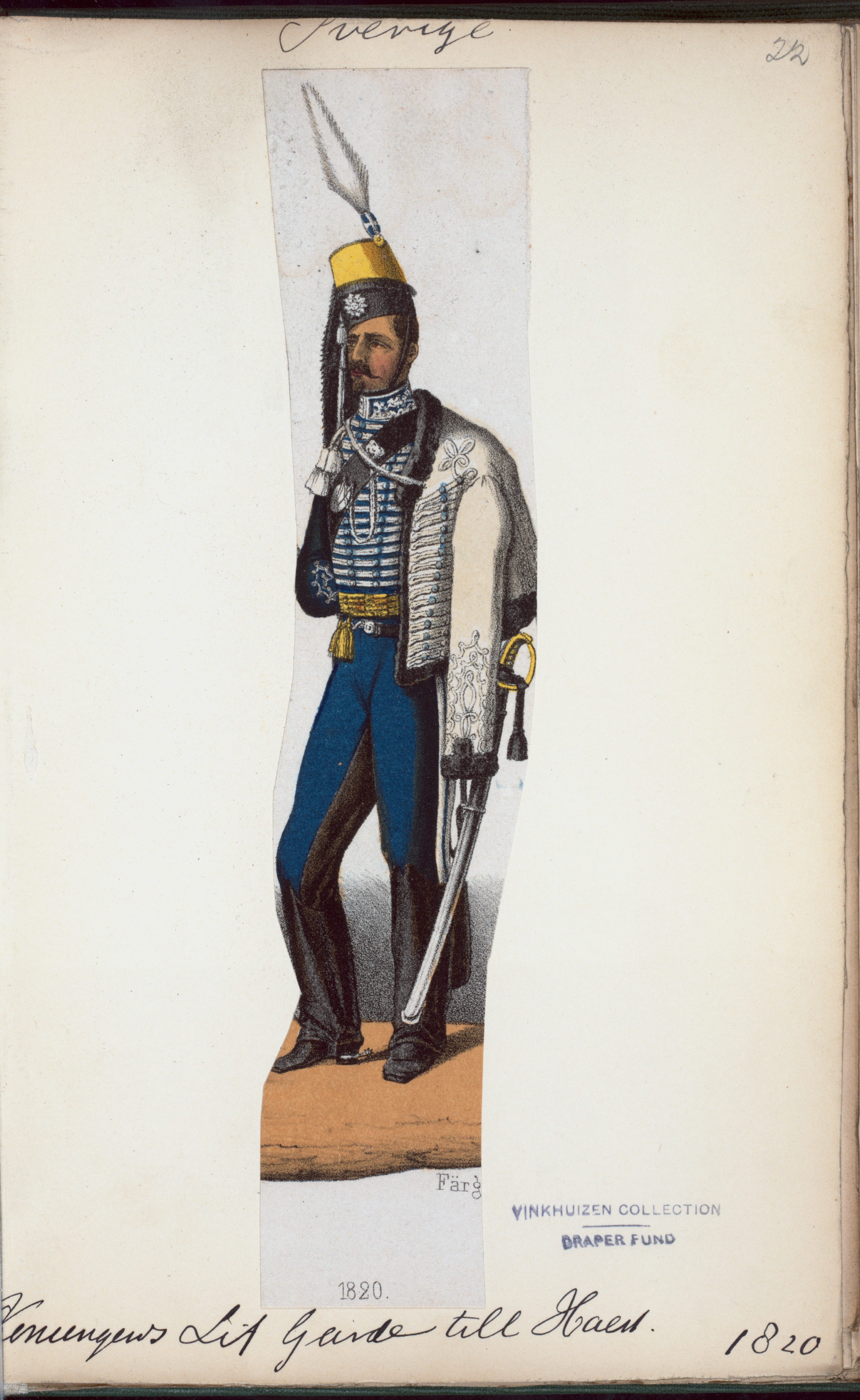
Uniform 1820
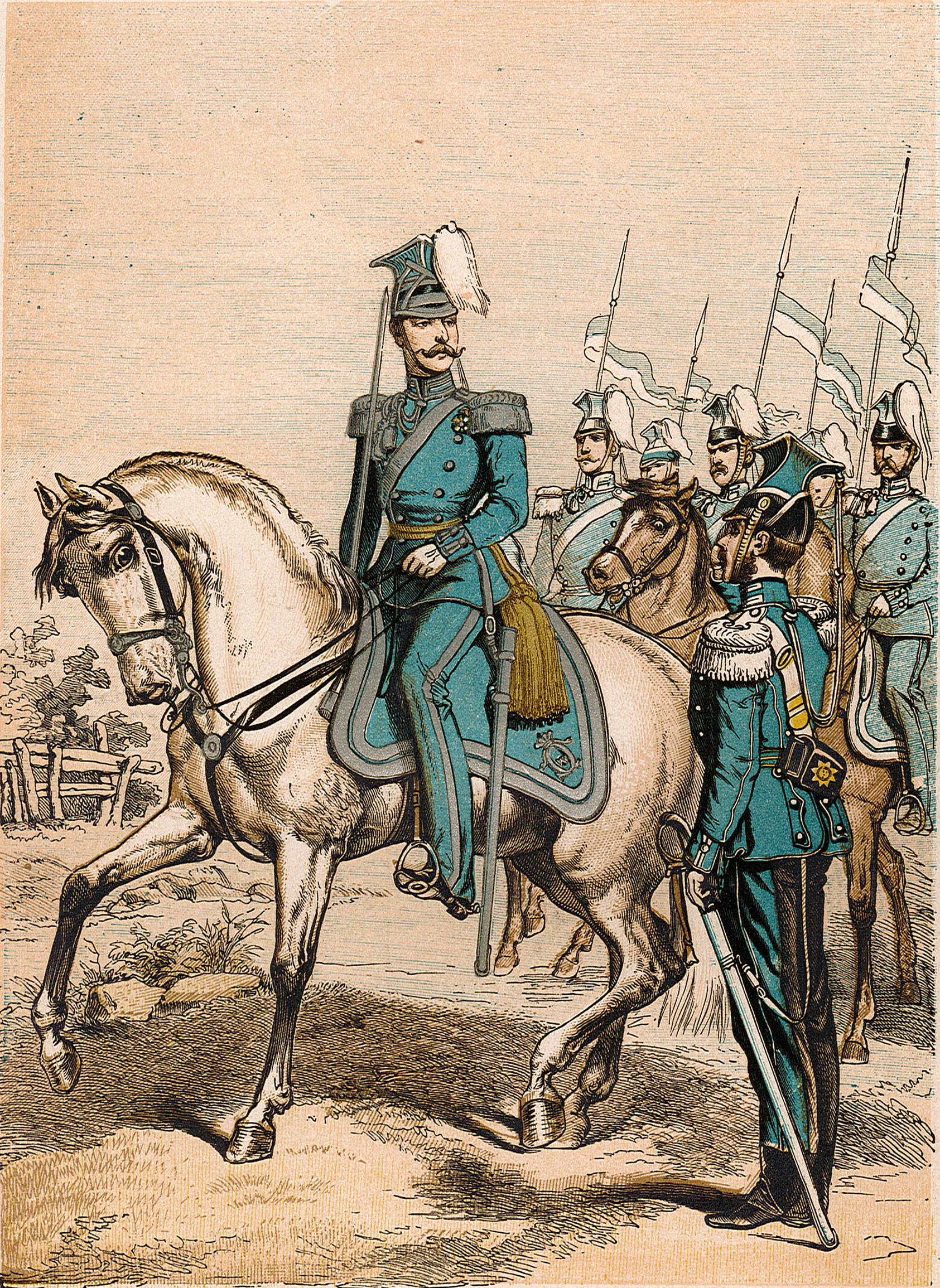
Uniform för regementet vid mitten av 1860-talet.
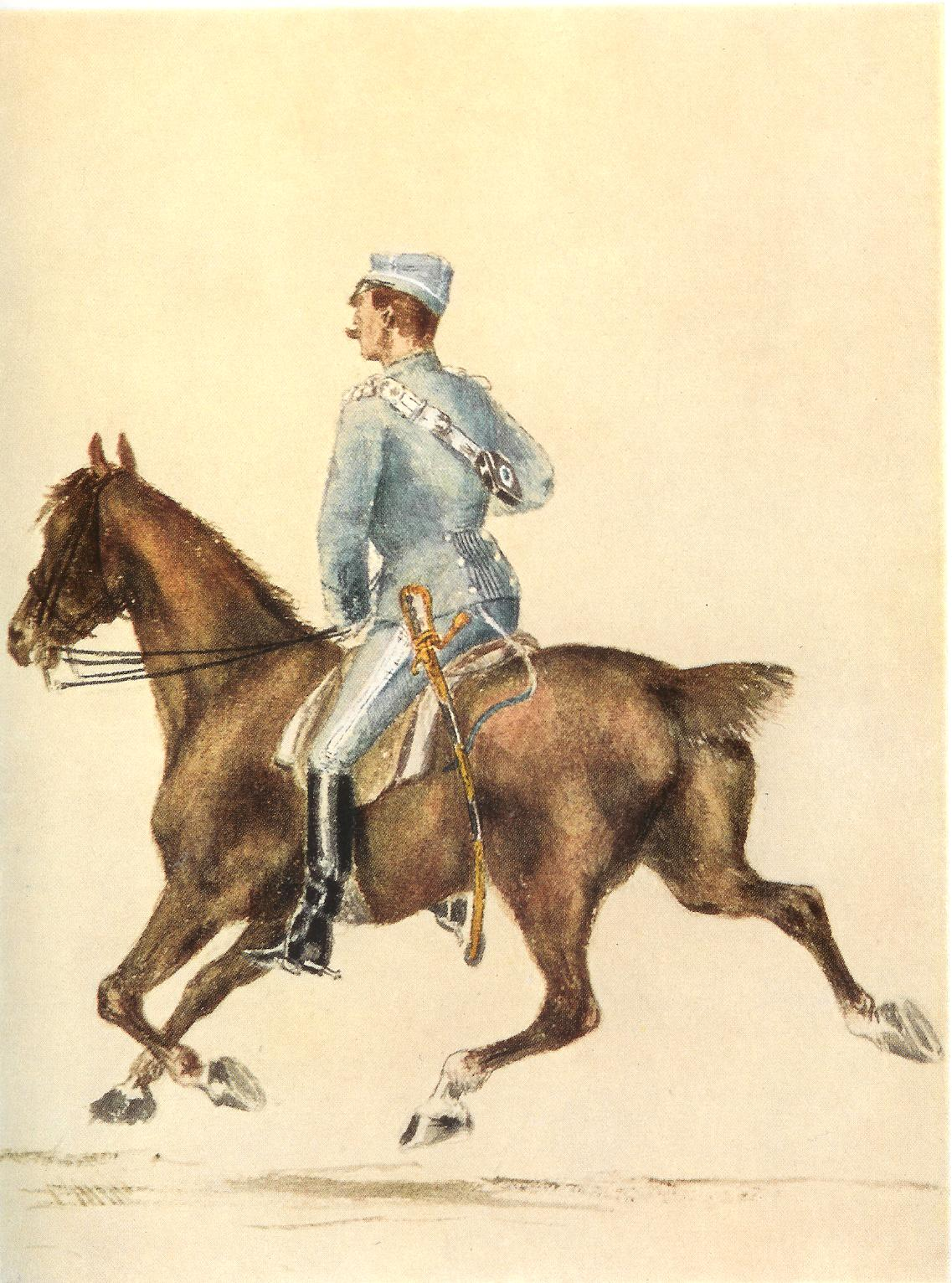
Officer med daglig dräkt på Livgardet till häst under 1880-talet.